# Vyšný Klátov
Vyšný Klátov (in ungherese Felsőtőkés, in tedesco Beckseifen o Beckenseifen) è un comune della Slovacchia facente parte del distretto di Košice-okolie, nella regione di Košice.